# Dumas (Teksas)
Dumas je grad u američkoj saveznoj državi Teksas. Prema popisu stanovništva iz 2010. u njemu je živjelo 14.691 stanovnika.